# Christian Adolf Balduin
Christian Adolf Balduin (* 29. Juni 1632 in Döbeln; † Dezember 1682 in Großenhain) war ein deutscher Alchemist.

## Leben
Christian Adolf war der Sohn des Theologen Balthasar Balduin und dessen Frau Clara Sophia Hahn. Er studierte Jura in Leipzig, Wittenberg und Altdorf bei Nürnberg. Er lebte in Regensburg und später als Amtmann in Großenhain in Sachsen.
Am 7. Mai 1673 wurde er in die Deutsche Akademie der Naturforscher Leopoldina aufgenommen. Sein akademischer Beiname lautete Hermes I.
Neben seiner Tätigkeit als Amtmann war er Hobbychemiker (Alchemist) und ist bekannt als Entdecker einer phosphoreszierenden Substanz, genannt Balduins Phosphor. Diese fand er bei Experimenten zur Herstellung des Steins der Weisen bzw. der Materia Prima, die er für flüchtig hielt und aus der Luft gewinnen wollte. Er setzte Kreide mit Salpetersäure zu Calciumnitrat um, das stark hygroskopisch ist und Wasser(dampf) aus der Umgebungsluft aufnimmt. Das aufgenommene Wasser, das er Spiritus mundi nannte, destillierte er ab und verkaufte es. Dabei entdeckte er zufällig die Fluoreszenz des Rückstands (also des Calciumnitrats). Er veröffentlichte darüber 1673/74 in den Verhandlungen der Leopoldina Phosphorus Hermeticus sive Magnes luminaris. Zunächst hielt er die Herstellung geheim, doch Johannes Kunckel entlockte sie ihm und zog aus der öffentlichen Demonstration Gewinn, wie wenig später im Fall des Phosphors bei Hennig Brand. 
Er veröffentlichte 1682 Hermes curiosus sive inventa physica-chemica, und einige seiner Schriften sind in der Bibliotheca Chemica Curiosa abgedruckt.